# Vajra (groupe)
Vajra est un groupe avant-gardiste japonais formé de Kan Mikami (chant, guitare), Keiji Haino (guitare) et Toshiaki Ishizuka (percussion).
Les albums de Vajra sont produits sur le label nippon P.S.F. Records.

## Discographie
- Tusgaru, 1995, album ne contenant qu'une piste, Tusgaru (32 minutes et 20 secondes).
- Chiru-Ha/Ozakijinjya, 1995, single contenant les titres Chiru-Ha et Ozakijinjya.
- Ring, 1996 album ne contenant qu'une piste, Ring (41 minutes et 1 seconde).
- Sichisiki (en anglais : The Seventh Consciousness), 1997.
- Sravaka, 1998.
- Mandala Cat Last, 2002.
- Live 2007, 2008.